# Ночные поисковые игры
Ночные поисковые игры — одиночные или командные игры на местности с элементами городского ориентирования, проводящиеся преимущественно в ночное время.

## История

### XX век
В 1973 году в Лос-Анджелесе дизайнер Дональд Ласкин (Donald Luskin (англ.)) и его друг Патрик Карлайл (Patrick Carlyle) придумали игру «Игра» (The Game (англ.)). Суть игры заключалась в решении головоломок, решая которые, было необходимо всю ночь передвигаться по городу. Несмотря на то что «Игра» была «подпольным» событием, она привлекла внимание газеты The Los Angeles Times. Позднее по мотивам Игры компанией Уолта Диснея был снят фильм Полуночное безумие.
В 1997 году вышел на экраны фильм «Игра» Дэвида Финчера. Существует мнение, что в его основу была положена игра Дональда Ласкина.

### XXI век
Согласно официальной информации проекта Автоквест, его история берет начало в 2000 году, когда организатор проекта Владислав Резников принял участие в квесте, который проходил на острове Крит в рамках корпоративного мероприятия. В июне 2001 года им было проведено подобное мероприятие — закрытый корпоратив RallyQuest «Шпионские страсти» для компании Medial. Через 3 года соревнования стали проводиться регулярно в рамках проекта Автоквест, организованного компанией Владислава Pattern Ltd.
В 2001 году в Минске состоялась первая игра проекта «Схватка». По утверждению основателя проекта Ивана Маслюкова на создание проекта его вдохновил фильм Дэвида Финчера. До декабря 2001 года игры проходили на сервере молодёжной белорусской газеты «Знамя Юности», а с 2002 года совместно с Белинфонетом. Летом 2004 года Иван Маслюков оставил проект в полное распоряжение компании Белинфонет в связи с кардинальным различием во взглядах на дальнейшее развитие проекта и организовал собственный проект Encounter.
В 2002 году появился первый аналог «Схватки» — игра «Охота». Через год с проектом Охота познакомился Алесь Жук, в 2005 году открывший проект DozoR.
В России подобные игры появились в 2005 году, «Схватка» и Encounter в Москве и первая игра DozoR в Санкт-Петербурге.
В Украине в 2006 году появляется проект Quest.ua, особое значение в котором занимает Всеукраинская Лига Квеста, являющаяся по факту чемпионатом Украины по квесту. По словам одного из администраторов проекта Encounter Евгения Шапошникова, он же Air, команды-участницы чемпионата являются сильнейшими командами на всем просторе СНГ.

## Статистика
Фонд «Общественное мнение» в феврале 2008 года провёл исследование, посвящённое досугу российской молодёжи и предпочитаемым местам его проведения. По данным исследования, процент любителей активных городских игр (Encounter, DozoR) равен 3 %, столько же составляет и количество любителей ролевых игр.

## Общее описание игр
В игре одновременно принимает участие несколько команд (бывает численность команд достигает 30-50). Каждая команда состоит из одного экипажа (автомобиль с командой до 5 человек).
Игра проходит следующим образом. На старте все команды получают некое задание и пытается отгадать, что с ним делать. В конце концов после решения этой загадки получается местоположение некоего объекта. Экипаж, прибыв на место («на локацию»), ищет в окрестности подходящий объект, находит метку-указатель на код, и ищет сам код, расположенный организаторами как можно более незаметно. Найдя код, полевые игроки вводят его в приложение. После подтверждения верности кода выдается новое задание и всё повторяется.
Надо отметить, что команды не получают все задания сразу, как в ориентированиях типа «Бегущего города», а по одному, не зная последующих. Всего в игре несколько заданий (обычно около 10), которые выдаются командам либо в заданном для всех порядке, либо вразнобой, что позволяет минимизировать пересечения разных команд на локациях.
Если команда долго не может разгадать задание, то ей выдаются подсказки. Обычно подсказки две, небольшая и существенная, соответственно, по прошествии трети и двух третей времени, отведённого на одно задание.
Также в играх могут присутствовать «агентские» задания, в которых необходимо найти человека, с которым связано спецзадание либо который даст часть кода.
В небольших проектах выдача заданий и подсказок, приём кодов и хронометраж команд может вестись и вручную, но это чревато ошибками и задержками. Крупные проекты используют для этого специально разработанные движки с веб-интерфейсом, автоматизирующие процесс и облегчающие жизнь как игрокам, так и в первую очередь самим же организаторам.
Зона игры обычно задается заранее, и у команд есть возможность оптимизировать распределение экипажей с целью наиболее быстрого подъезда игроков в любое место этой зоны.
В игре могут быть дополнительные (бонусные) задания, как обычные, так и специализированные — чисто полевые или чисто штабные. Такие дополнительные задания повышают разнообразие игр, не давая скучать игрокам. Например, разгадав задание и отправив экипаж на локацию, штаб имеет возможность обратить свои усилия на сквозное штабное — аналогично и с полевыми игроками.
Результат команды обычно определяется по суммарному времени выполнения всех заданий, часто результат определяется по более сложной формуле, учитывающей, например, штрафы. Большинство подобных проектов имеют свои правила и специфику.
Последовательность выполнения заданий варьируется в разных проектах и даже в конкретных играх. Так, например, в проектах Dozor и Схватка формат игры (количество, максимальное время выполнения и последовательность выполнения заданий) закреплён в правилах, а в проекте Encounter может изменяться от игры к игре.

## Участники
Как ни странно, основной контингент участников интерактивных городских игр — далеко не студенты. Большей частью это представители среднего класса в возрасте 25-30 лет, меньшей — кто угодно. «В Ростове-на-Дону у нас играет главный психолог города Ксения Борисовна Магнитская, ей 73 года,— говорит Василий Анисимов, организатор "Дозора".— Она очень активный игрок, член экипажа, ездит на автомобиле, вместе с другими игроками ходит по заброшенным зданиям, катакомбам и ищет коды. Пока это абсолютный рекорд по возрасту».Журнал «Деньги» № 34 (640), 3 сентября 2007 г